# Rémy
Rémy är en kommun i departementet Pas-de-Calais i regionen Hauts-de-France i norra Frankrike. Kommunen ligger i kantonen Vitry-en-Artois som tillhör arrondissementet Arras. År 2022 hade Rémy 386 invånare.

## Befolkningsutveckling
Antalet invånare i kommunen Rémy
| Referens: INSEE |